# 米夏埃尔·博德加斯
米夏埃尔·博德加斯（法語：Michaël Bodegas，1987年5月3日—），意大利、法国男子水球运动员。他曾代表意大利参加2016年和2020年夏季奥林匹克运动会水球比赛，其中2016年奥运会获得一枚铜牌。